# 1993 في كرواتيا
فيما يلي قوائم الأحداث التي وقعت خلال عام 1993 في كرواتيا.

## سياسة

### انتهاء فترة المنصب
- 7 يناير – ايفو ساندر وزير العلم والتعليم.

## مواليد

### مارس
- 29 مارس – نيمانيا بيزبراديكا لاعب كرة سلة صربي.

### مايو
- 7 مايو – أجلا توملجانوفيتش لاعبة كرة مضرب كرواتية.
- 14 مايو – أوليفر زيلينيكا لاعب كرة قدم كرواتي.[1]

### يونيو
- 20 يونيو – يوراي سيغاريتش لاعب كرة سلة كرواتي.

### يوليو
- 4 يوليو – ماتي بافيتش لاعب كرة مضرب كرواتي.
- 4 يوليو – مارتينا تشوركوفيتش لاعبة كرة يد كرواتية.
- 5 يوليو – لوكا سندريتش لاعب كرة يد كرواتي.
- 9 يوليو – سيلفيا نجيريتش لاعبة كرة مضرب كرواتية.

### أغسطس
- 26 أغسطس – ماركو ليفايا لاعب كرة قدم كرواتي.[2]

### سبتمبر
- 21 سبتمبر – أنته ريبيتش لاعب كرة قدم كرواتي.[3]

### أكتوبر
- 9 أكتوبر – أندريا تشوفيتش لاعبة كرة يد كرواتية.

## وفيات

### يونيو
- 7 يونيو – درازن بيتروفيتش (مواليد 1964)[4]